# Juan Carlos Elizalde Espinal
Juan Carlos Elizalde Espinal (Mezquíriz, 25 giugno 1960) è un vescovo cattolico spagnolo, dall'8 gennaio 2016 vescovo di Vitoria.

## Biografia
Juan Carlos Elizalde Espinal è nato a Mezquíriz, una frazione di Erro, il 25 giugno 1960.

### Formazione e ministero sacerdotale
In giovane età ha scoperto la vocazione al sacerdozio e pertanto è entrato in seminario. Si è formato nell'Istituto secolare dei Crociati di Santa Maria. Ha conseguito la licenza in filosofia presso l'Università di Navarra a Pamplona nel 1982 e quella in teologia presso la sede di Burgos della Facoltà di teologia del Nord della Spagna. Nel 1996 ha ottenuto la licenza in teologia spirituale presso la Pontificia Università di Comillas a Madrid e ha fatto il corso per direttori di esercizi spirituali presso i padri gesuiti di Salamanca.
Il 3 ottobre 1987 è stato ordinato presbitero per l'arcidiocesi di Pamplona e Tudela nella chiesa collegiata di Santa Maria a Roncisvalle da monsignor José María Cirarda. Inizialmente ha svolto il ministero sacerdotale a Madrid nell'apostolato giovanile del suo istituto e come cappellano dell'Università Politecnica di Madrid.
Uscito dall'Istituto e rientrato in diocesi, ha prestato servizio come direttore delle residenze universitarie diocesane dal 1999 al 2004; parroco delle parrocchie di Santa Maria a Ermitagaña e della Sacra Famiglia a Mendebaldea dal 2005 al 2009; professore di teologia e responsabile della pastorale dell'Università Pubblica di Navarra dal 1998; vicario episcopale della zona di Pamplona-Cuenca-Roncesvalles dal 2009; professore di omiletica del CESET San Miguel Arcángel dal 2011; coordinatore del Centro di direzione spirituale diocesano nella cappella della Divina Misericordia nell'Oratorio di San Felipe Neri dal 2012 e canonico-priore della Regale Collegiata di Roncisvalle dal 2013 al 2016. Ha presentato un programma televisivo cattolico, trasmesso su Navarra Television (NATV) dal titolo "Iglesia Navarra", che si occupava di attualità nella diocesi della regione.

### Ministero episcopale
Il 8 gennaio 2016 papa Francesco lo ha nominato vescovo di Vitoria. Ha ricevuto l'ordinazione episcopale il 12 marzo successivo nella cattedrale di Maria Immacolata a Vitoria dall'arcivescovo Renzo Fratini, nunzio apostolico in Spagna e Andorra, co-consacranti l'arcivescovo metropolita di Burgos Fidel Herráez Vegas e il vescovo emerito di Vitoria Miguel José Asurmendi Aramendia. Durante la stessa celebrazione ha preso possesso della diocesi.
In seno alla Conferenza episcopale spagnola è presidente della sottocommissione per le migrazioni e la mobilità umana dal marzo del 2020.

## Genealogia episcopale
La genealogia episcopale è:
- Cardinale Scipione Rebiba
- Cardinale Giulio Antonio Santorio
- Cardinale Girolamo Bernerio, O.P.
- Arcivescovo Galeazzo Sanvitale
- Cardinale Ludovico Ludovisi
- Cardinale Luigi Caetani
- Cardinale Ulderico Carpegna
- Cardinale Paluzzo Paluzzi Altieri degli Albertoni
- Papa Benedetto XIII
- Papa Benedetto XIV
- Papa Clemente XIII
- Cardinale Marcantonio Colonna
- Cardinale Giacinto Sigismondo Gerdil, B.
- Cardinale Giulio Maria della Somaglia
- Cardinale Carlo Odescalchi, S.I.
- Vescovo Eugène de Mazenod, O.M.I.
- Cardinale Joseph Hippolyte Guibert, O.M.I.
- Cardinale François-Marie-Benjamin Richard de la Vergne
- Cardinale Pietro Gasparri
- Cardinale Clemente Micara
- Cardinale Antonio Samorè
- Cardinale Angelo Sodano
- Arcivescovo Renzo Fratini
- Vescovo Juan Carlos Elizalde Espinal